# كأس ساموا المستقلة
كأس ساموا المستقلة  (بالإنجليزية: Samoa Cup) ، هي بطولة رسمية لكرة القدم في ساموا المستقلة ، أسست سنة 2010م، وتشارك فيه أندية مرخصة من اتحاد ساموا المستقلة لكرة القدم.

## مصدر
1. ↑  "Samoa - List of Cup Winners". www.rsssf.com. مؤرشف من الأصل في 2017-11-23. اطلع عليه بتاريخ 2015-10-28.